# Lorenzo Raggi
Pour les articles homonymes, voir Raggi.
Lorenzo Raggi (né en 1615 à Gênes, Italie, alors dans la république de Gênes, et mort le 14 janvier 1687 à Ravenne) est un cardinal italien du XVIIe siècle. Il est le neveu du cardinal Ottaviano Raggi (1641).

## Biographie
Lorenzo Raggi est notamment clerc et trésorier général à la chambre apostolique et intendant général des galères du pape.
Le pape Innocent X le crée cardinal lors du consistoire du 7 octobre 1647. Il décline l'archidiocèses de Salerne et de Tarente qui lui est offert par le roi Philippe IV d'Espagne et est légat apostolique en Romagne pendant dix années.
Le cardinal Raggi participe aux conclaves de 1655 (élection d'Alexandre VII), de 1667 (élection de Clément IX), de 1669-1670 (élection de Clément X) et de 1676 (élection d'Innocent XI).

### Sources
- (en) Fiche du cardinal sur le site fiu.edu